# Manifestazione di Dio

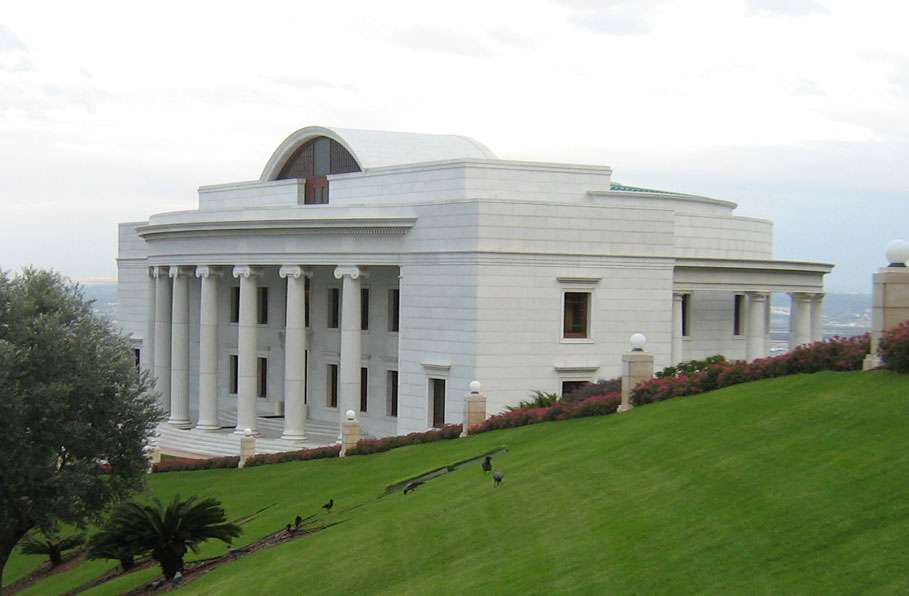
Centro insegnamento Bahá'í, Haifa

La Manifestazione di Dio indica, nella Fede bahá'í, il prescelto da Dio che in altre religioni è chiamato normalmente Profeta: negli scritti bahá'í sono usati alternativamente i termini Manifestazione di Dio, Profeta e Messaggero di Dio, con lo stesso significato.
L'uomo può avere accesso alla volontà e alla luce di Dio attraverso i Suoi messaggeri. Fra questi si annoverano Mosé, Buddha, Gesù, Muhammad e Bahá'u'lláh.
Essi sono come specchi perfetti che riflettono la luce di Dio e portano il Suo messaggio all'umanità in proporzione alle capacità ricettive degli uomini.
Ecco cosa dice Bahá'u'lláh di questi messaggeri: «Ciascuno di loro è uno specchio di Dio, che non riflette altro che la Sua persona, la Sua beltà, la Sua potenza e la Sua gloria [...] Questi specchi si succederanno per l'eternità e continueranno a riflettere la luce dell'Antico dei Giorni».
Gli insegnamenti portati dai messaggeri di Dio aiutano l'uomo a riconoscere la Sua volontà e i Suoi attributi, come l'amore, la compassione, la forza e la giustizia.
«Dio, il Creatore dice: Non v'è differenza alcuna fra i Latori del Mio Messaggio, hanno tutti un solo scopo; il loro segreto è lo stesso segreto».
La Manifestazione di Dio o Intermediario tra Dio e l'uomo, è il personaggio che manifesta nella realtà umana gli attributi del divino per favorire il progresso e lo sviluppo morale e civile dell'umanità.

Come uno specchio che riflette gli attributi di Dio nel mondo fisico, la Manifestazione di Dio costituisce per gli uomini il principale mezzo per la conoscenza di Dio.
(.)

L'avvento delle Manifestazioni di Dio è direttamente legato al concetto bahai di rivelazione progressiva.
()

## Intermediari
Dio, nella Fede bahai, è considerato il creatore di tutte le cose dell'universo, inaccessibile direttamente, esprime la propria volontà nelle varie epoche storiche con modalità adeguate a ogni singola epoca e attraverso dei messaggeri, le Manifestazioni, relativamente alle esigenze delle epoche stesse.
(.)

Simbolo bahai della connessione tra Dio e l'uomo attraverso la Manifestazione di Dio

Esprimendo la volontà di Dio, le Manifestazioni creano la religione.

Il concetto bahai di Manifestazione di Dio (specchio tra Dio e l'umanità) considera sia la natura umana del Messaggero sia quella divina allorquando esprime la volontà di Dio: la manifestazione di Dio è come uno specchio perfetto che esemplifica gli attributi di Dio nel mondo fisico.
(.)

Le Manifestazioni di Dio sono, per la Fede bahai, esseri speciali che hanno un rapporto unico con Dio, essendone al tempo stesso i messaggeri sulla terra e gli strumenti della rivelazione divina.
(.)

Costituiscono, al tempo stesso, il ponte che unisce i vari cicli evolutivi della società umana.
(.)

## Finalità
Le finalità della Manifestazione di Dio sono educare l'umanità e richiamarla verso l'unico vero Dio.
()
Le Manifestazioni o Profeti di Dio sono come dei medici il cui compito è quello di favorire il benessere del mondo e dei suoi popoli e di guarire, mediante lo spirito dell'unicità, la malattia di un'umanità divisa.

Sono come medici che, in epoche diverse utilizzano rimedi diversi, adatti all'epoca in cui operano. Le Manifestazioni, essendo espressione dello stesso Dio, danno insegnamenti e leggi adeguate all'epoca in cui appaiono e quindi non contraddittorie ma evolutive rispetto a quelle delle Manifestazioni precedenti, secondo il principio della rivelazione progressiva; con parole differenti tutte le Manifestazioni Divine hanno richiesto la medesima cosa la stessa presenza e consacrazione sulla Via di Dio. 
(.)